# Bethel Henry Strousberg

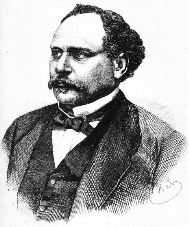
Dr. Bethel Henry baron von Strousberg

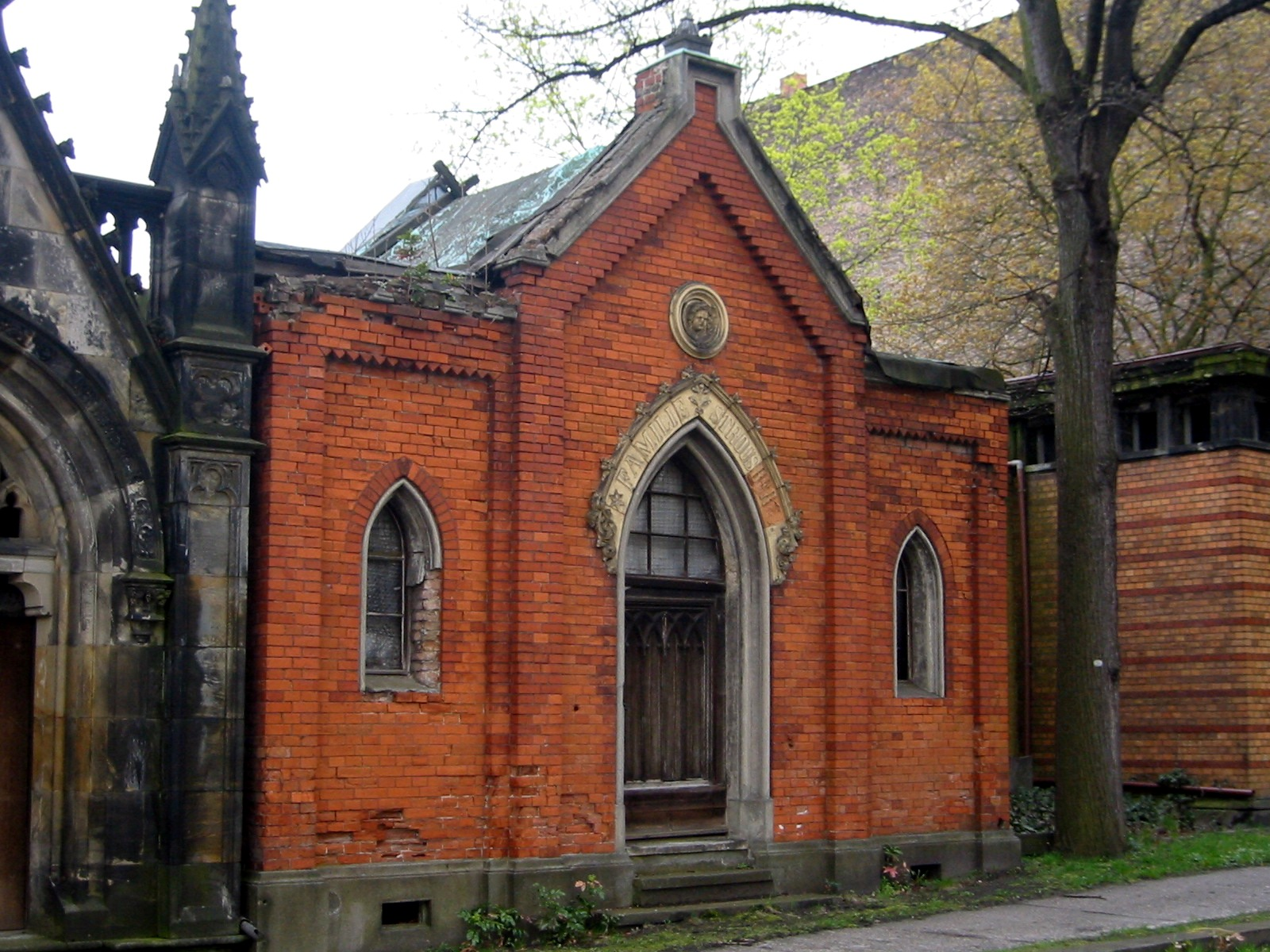
Rodinná hrobka v Berlíně

Bethel Henry Strousberg (20. listopadu 1823 Neidenburg – 31. května 1884 Berlín), rodným jménem Baruch Hirsch, později poangličtěným Bethel Henry, byl německý podnikatel židovského původu, který později konvertoval ke křesťanství. Vlastnil několik sídel v Německu a Čechách.

## Život
Narodil se 20. listopadu 1823 v městečku Neidenburg (nyní Nidzica), které se tehdy nacházelo v Prusku. Jeho otec byl právník a matka prodávala na trhu, ale rodině se příliš dobře nedařilo. Měl dva sourozence. Ve dvanácti letech osiřel, a proto byl poslán ke svému strýci do Londýna, kterému pomáhal v obchodu s uhlím. V Londýně získal první vzdělání a naučil se několika cizím jazykům. Stal se žurnalistou, redigoval London Magazine a byl korespondentem časopisu Times. V této době si poangličtil své židovské jméno Baruch Hirsch na Bethel Henry Strousberg. V roce 1845 se oženil s Mary Ann Swan, a to i přes odpor její rodiny, která patřila ke zchudlé anglické šlechtě. Nazýval ji Mariane, byla jeho celoživotní láskou a měli spolu 8 dětí. Strousberg, který tehdy pracoval jako pojišťovací agent, rozhodl, že se přestěhují do Ameriky. Zde se mu podařilo zbohatnout a splnit si americký sen díky prodeji zboží z poškozené lodi. Získaný kapitál mu dopomohl k získání lepšího společenského postavení, ale Strousberg očekával víc. Odjel zpátky do Anglie, kde začal pracovat pro pojišťovnu Waterloo, která ho v roce 1856 poslala jako svého zástupce do Berlína, kde poznal německý kapitálový trh.

### Král železnic
Strousberga okouzlila železnice. Začala se výhradně věnovat budováním železnic a s tím spojeného železárenského průmyslu v Evropě (Německo, Rumunsko, Francie, Rakousko). Provozoval lokomotivku v Egestorfu, válcovny v Dortmundu a hutě v Neustadtu. V roce 1862 získal první koncesi na stavbu železnice z Insterburgu do Tilsitu. V příštích letech následovaly další tratě, jako Berlín-Görlitz. V roce 1868 získal koncesi pro stavbu rumunské železnice. V roce 1868 koupil za 9,4 milionu zlatých panství Zbiroh, Mirošov a Osek od Samuela Sigmundta a bankéře Vincence Kirchmayera. Na místo starého hradu ve Zbirohu byl postaven novorenesanční zámek. Z této lokality měl v plánu vybudovat středisko železářského průmyslu v Rakousko-Uherské monarchii. Ve Františkově, Kařezu, Holoubkově a Strašicích postupně instaloval bessemery posledního typu. V Mirošově postavil velkokapacitní koksovnu. Zbudoval železnici, kterou napojil na dráhu Františka Josefa a dráhu Duchcovskou a Protivínskou. Následovala stavba železnice ze zbirožského nádraží a spojení Svaté Dobrotivé a Strašic. V roce 1869 budoval uhelnou dráhu Rokycany-Mirošov. Plánoval dráhu od nádraží na Borku směrem na Kařez, Zbiroh a Františkov. Prohlásil, že vytvoří ze zdejšího kraje, mezi Rokycany, Strašnicemi a Zbirohem „český Manchester“. Na Podbrdsku kromě železnic budoval slévárny, ocelárny a válcovny. Měl vizi, že bude zásobovat Evropu kolejnicemi, lokomotivami a vagóny, jenže zdejší železná ruda nebyla vhodná pro zpracování. Jeho podnikům se dařilo do roku 1872, ale již se začínaly hromadit dluhy.

### Pád burzy
Dne 10. května 1873 padla vídeňská burza, což způsobilo pád hodnoty akcií Strousbergových podniků. Další ztráty mu přinesl krach rumunského železničního podniku. Přes snahu vědců a techniků se nedařilo zpracovat zbirožskou rudu, obsahující fosfor. Přesto rozšiřoval výrobní kapacity koupí vagonky v Praze-Bubnech a dolů v žacléřské pánvi. V roce 1875 postavil ocelárny a válcovny v Kařeze. Přes fingovanou společnost vydal v Rusku novou sérii akcií, které však měly minimální krytí. V moskevské komerční bance uložil tyto nekryté akcie, avšak Rusové žádali zaplacení dluhů. V roce 1875 se vydal do Moskvy a Petrohradu jednat, ale byl zatčen, obviněn z podvodů při dodávkách vagonů pro ruské železnice, uvězněn a poté vypovězen z Ruska.
V říjnu roku 1875 byl krajským soudem v Plzni a okresním soudem ve Zbirohu vyhlášen konkurz s celkovým dluhem 90 milionů zlatých. Dne 30. listopadu 1877 byla provedena exekuční dražba Stroubergových závodů v Borku, Holoubkově, Dobřívě, Strašnicích, Františkově a dalších. Krach měl za následek tragické následky důsledky pro celou oblast Podbrdska. Roku 1877 byl Strousberg odsouzen do vězení pro dlužníky, kde pobyl dva roky. Poté se vrátil do Berlína a následně do Londýna, kde psal autobiografii. V roce 1884 zemřel v Berlíně ve velmi špatné finanční situaci.
Je pohřben v rodinné hrobce na hřbitově sv. Matyáše v Berlíně spolu se svou manželkou Mary Ann a šesti dětmi.

## Rodinný život
Se svou manželkou Mary Ann Swan měl osm dětí – Bethel Henry (* 1848), Arthur James (1850–1873), Agnes Clara (* 1856), Helenne, Leny Constance (* 1867), Edith a Alici. Měli spolu ještě syna George Edwarda (* 1859), který však brzy po narození zemřel. Agnes Clara byla v roce 1873 zasnoubena s hrabětem von Kleistem, synem nejbližšího Strousbergova finančního poradce a příbuzným kancléře Bismarcka. Po svém vypovědění z Ruska celou rodinu přestěhoval do Londýna.

## Pokračovatel firmy
Max Hopfengärtner byl německý železářský odborník. V roce 1874 byl vedoucím Strousbergovy válcovny v Dobřívě a v ocelárnách v Borku. Do roku 1880 působil jako ředitel celého podniku, který po konkurzu vídeňská Hypoteční banka pronajala Strousbergovi. Nakonec odkoupil zbytky firmy a obnovil část železářských závodů v Holoubkově.

## Sídla
- Sídelní palác v Berlíně na Wilhelmstraße 70, nyní sídlo britské ambasády
- Zbiroh, který přestavěl na novorenesanční zámek s anglickým parkem
- Osek
- Točník, který koupil v roce 1868, nakonec jej nechal zpustnout

## Ocenění
- Nositelem řady pruských a rakouských vyznamenání.
- 1857 – Korunní řád IV. stupně
- 1867–1871 poslancem říšského sněmu Severoněmeckého spolku v Berlíně